# Humbertacalia leucopappa
Humbertacalia leucopappa là một loài thực vật có hoa trong họ Cúc. Loài này được (Boj. ex DC.) C.Jeffrey mô tả khoa học đầu tiên năm 1992.